# Nabil El Zhar
Nabil El Zhar (Alès, Francia, 27 de agosto de 1986) es un exfutbolista franco-marroquí que jugaba de delantero. Desde diciembre de 2024 es entrenador asistente del Muaither S. C. de Catar.

## Carrera
El Zhar comenzó formándose en las categorías inferiores del Nîmes Olympique (donde también lo hicieron jugadores como Éric Cantona o Laurent Blanc) y A. S. Saint-Étienne, antes de firmar por el Liverpool F. C. en 2006. Desde entonces alternó con el equipo reserva (filial) de Anfield con el primer equipo.
El 11 de julio de 2009 el Liverpool F. C. hizo oficial su renovación hasta 2012. Asimismo, de cara a la temporada 2010-11 se marchó cedido al conjunto griego del PAOK de Salónica F. C. en busca de más minutos y rodaje.
En la temporada 2011-12 llegó libre al Levante U. D. de la Primera División de España tras rescindir contrato con en club inglés. Tras cuatro temporadas con el club valenciano, el 31 de agosto de 2015 rescindió su contrato para fichar por la U. D. Las Palmas. El 31 de enero de 2017 rescindió su contrato con el club canario para fichar por el C. D. Leganés.
En mayo de 2019 rescindió su contrato con la entidad blanquiazul, poniendo así fin a ocho temporadas seguidas en la máxima categoría del fútbol español, y fichó por el Al-Ahli Doha de Catar.

## Selección nacional

### Categorías inferiores
Aunque nació en Alès, Francia, El Zhar decidió jugar para el país de sus padres, Marruecos. Sin embargo jugó en las categorías inferiores de Francia. El Zhar participó en el Copa Mundial de Fútbol Sub-20 del 2005 en Utrecht (Países Bajos), y Marruecos llegó a las semifinales, donde fueron derrotados 3-0 por Nigeria. Marruecos terminó el torneo en cuarto puesto después de perder por 2-1 frente Brasil.

### Absoluta
Debutó con la selección absoluta de Marruecos el 26 de marzo de 2008 en una victoria por 4-1 en casa ante la selección de fútbol de Bélgica. Desde entonces, ha sido internacional con la selección de fútbol de Marruecos en diez partidos internacionales y ha anotado dos goles.

### Participaciones en Copas del Mundo
| Mundial                                | Sede         | Resultado |
| -------------------------------------- | ------------ | --------- |
| Copa Mundial de Fútbol Juvenil de 2005 | Países Bajos | Semifinal |

## Clubes
| Club                   | País       | Año       |
| ---------------------- | ---------- | --------- |
| Liverpool F. C.        | Inglaterra | 2005-2010 |
| PAOK de Salónica F. C. | Grecia     | 2010-2011 |
| Levante U. D.          | España     | 2011-2015 |
| U. D. Las Palmas       | España     | 2015-2017 |
| C. D. Leganés          | España     | 2017-2019 |
| Al-Ahli Doha           | Catar      | 2019-2021 |
| Muaither S. C.         | Catar      | 2022-2023 |